# Cornice Mountain (Cambria Icefield)
Cornice Mountain är ett berg i Kanada.   Det ligger i provinsen British Columbia, i den centrala delen av landet, 3 900 km väster om huvudstaden Ottawa. Toppen på Cornice Mountain är 1 720 meter över havet.
Terrängen runt Cornice Mountain är huvudsakligen bergig, men åt sydväst är den kuperad. Trakten runt Cornice Mountain är nära nog obefolkad, med mindre än två invånare per kvadratkilometer.. Det finns inga samhällen i närheten.
Trakten runt Cornice Mountain är permanent täckt av is och snö.